# Wernersdorf, Steiermark
Wernersdorf är en ort i Österrike. Den ligger i kommunen Wies i förbundslandet Steiermark, 190 kilometer sydväst om huvudstaden Wien. Orten var till och med 2014 huvudort i kommunen Wernersdorf som även omfattade orterna Buchenberg, Kogl och Pörbach.